# 1280년대
1280년대는 1280년부터 1289년까지를 가리킨다.